# Never Forget My Love
Never Forget My Love es el octavo álbum de estudio de la cantante británica Joss Stone, publicado el 11 de febrero de 2022 por Bay Street Records.

## Recepción de la crítica
El editor de AllMusic, Andy Kellman, describió Never Forget My Love como “el conjunto de material original más orientado al R&B de Stone desde Introducing Joss Stone [...] La cantante suena más cómoda de lo que ha estado en mucho tiempo, ya sea que esté haciendo referencia al principal Burt Bacharach (con quien Stone actuó en 2019), el clásico soul de Memphis o The Staple Singers, o recordando un cruce entre Betty Wright y Bill Withers (concretamente en el título de la canción, un momento destacable). En su mayor parte, se trata de Stone a todo trapo, una delicia para aquellos que quieren escucharla dejarlo todo, incluso cuando la canción no lo requiere necesariamente".

## Lista de canciones
Todas las canciones escritas y compuestas por Joss Stone y David A. Stewart. 
| Lista de canciones de Never Forget My Love |                                |          |  |
| N.º                                        | Título                         | Duración |  |
| 1.                                         | «Breaking Each Other's Hearts» | 4:43     |  |
| 2.                                         | «Never Forget My Love»         | 3:41     |  |
| 3.                                         | «No Regrets»                   | 3:43     |  |
| 4.                                         | «Oh to Be Loved by You»        | 3:33     |  |
| 5.                                         | «Love You Till the Very End»   | 4:40     |  |
| 6.                                         | «You're My Girl»               | 4:14     |  |
| 7.                                         | «The Greatest Secret»          | 5:00     |  |
| 8.                                         | «Does It Have to Be Today»     | 3:52     |  |
| 9.                                         | «You Couldn't Kill Me»         | 5:14     |  |
| 10.                                        | «When You're in Love»          | 6:22     |  |

## Posicionamiento
| Gráfica (2022)                                | Pico de posición |
| --------------------------------------------- | ---------------- |
| Escocia (Scottish Albums Chart)               | 83               |
| Suiza (Schweizer Hitparade)                   | 16               |
| Reino Unido (UK Albums Sales Chart)           | 27               |
| Reino Unido (UK Digital Albums Chart)         | 20               |
| Reino Unido (UK Independent Albums Chart)     | 14               |
| Reino Unido (UK Physical Albums Chart)        | 31               |
| Reino Unido (UK Hip Hop and R&B Albums Chart) | 1                |